# Zoey Dean
 (février 2018).
Si vous disposez d'ouvrages ou d'articles de référence ou si vous connaissez des sites web de qualité traitant du thème abordé ici, merci de compléter l'article en donnant les références utiles à sa vérifiabilité et en les liant à la section « Notes et références ».
Pour les articles homonymes, voir Dean.
Zoey Dean est le nom de plume de Cherie Bennett et de son mari Jeff Gottesfel, créateurs de la série A-List (en) et de How to Teach Filthy Rich Girls, qui a été adapté en série télévisée sous le nom de Privileged.
Ils ont également écrit la série de livres pour enfants et adolescents The Talent.

## Romans

### SérieA-List
- 2003 : The A-List
- 2003 : Girls on Film
- 2005 : Blonde Ambition
- 2005 : Tall Cool One
- 2005 : Back in Black
- 2006 : Some Like It Hot
- 2006 : American Beauty
- 2007 : Heart of Glass
- 2007 : Beautiful Stranger
- 2008 : California Dreaming

### SérieTalent
- 2008 : Talent
- 2008 : Almost Famous
- 2009 : Star Power
- 2009 : Young Hollywood

### Autres romans
- 2008 : How To Teach Filthy Rich Girls (Privileged)
- 2009 : Hollywood is Like High School With Money